# 艾卡赫利足球會
艾卡赫利足球會（英語：Al-Khaleej FC）是一家沙特阿拉伯的職業足球會，位於東部省卡提夫。

## 榮譽
- 沙特甲組足球聯賽（英语：Saudi First Division League）
  - 冠軍 (2): 2005–06, 2021–22
  - 亞軍 (2): 2002–03, 2013–14

## 外部連結
- 官方网站